# 李佳祺
李 佳祺（り けいぎ、中国語: 李 佳祺、英語: Jiaqi Li,  1990年5月30日 - ）は、中華人民共和国長春出身の女性フィギュアスケート選手(ペア)。2007年第6回アジア冬季競技大会3位。パートナーは徐健焜。

## 経歴
吉林省長春に生まれ、7歳のころにスケートを始めた。ISUジュニアグランプリへの参戦もなく、初めての大きな国際大会への出場は2006年四大陸選手権であった。翌2006-2007年シーズンよりシニアのISUグランプリシリーズへ参戦し、2007年第6回アジア冬季競技大会では3位となった。また同シーズンにはジュニアクラスの世界ジュニア選手権へも出場し10位となる。
2度目の出場となった2008年四大陸選手権では、自己最高得点をマークし6位入賞を果たした。

## 主な戦績
| 大会/年              | 2005-06 | 2006-07 | 2007-08 | 2008-09 |
| -------------------- | ------- | ------- | ------- | ------- |
| 四大陸選手権         | 7       |         | 6       |         |
| 中国選手権           | 3       | 2       | 3       | 6       |
| GPNHK杯              |         |         | 6       |         |
| GP中国杯             |         | 7       | 5       |         |
| GPエリック杯         |         | 5       |         |         |
| 冬季ユニバーシアード |         |         |         | 4       |
| アジア大会           |         | 3       |         |         |
| 世界Jr.選手権        |         | 10      |         |         |

### 詳細
| 2008-2009 シーズン |                                          |         |         |          |
| 開催日             | 大会名                                   | SP      | FS      | 結果     |
| 2009年4月9日-10日  | 中華人民共和国第十一回全国運動会（青島） | 7 46.54 | 6 87.74 | 6 134.28 |
| 2009年2月21日-22日 | 第24回冬季ユニバーシアード（ハルビン）   | 4 47.96 | 4 88.48 | 4 136.44 |

| 2007-2008 シーズン     |                                                |         |         |          |
| 開催日                 | 大会名                                         | SP      | FS      | 結果     |
| 2008年2月11日-17日     | 2008年四大陸フィギュアスケート選手権（高陽）   | 6 53.26 | 6 91.27 | 6 144.53 |
| 2008年1月18日-21日     | 中華人民共和国第11回全国冬季運動会（チチハル） | 4 48.86 | 3 90.25 | 3 139.11 |
| 2007年11月29日-12月2日 | ISUグランプリシリーズ NHK杯（仙台）            | 6 47.40 | 6 73.01 | 6 120.41 |
| 2007年11月7日-11日     | ISUグランプリシリーズ 中国杯（ハルビン）       | 5 46.24 | 4 78.84 | 5 125.08 |

| 2006-2007 シーズン   |                                                                  |          |         |           |
| 開催日               | 大会名                                                           | SP       | FS      | 結果      |
| 2007年2月26日-3月4日 | 2007年世界ジュニアフィギュアスケート選手権（オーベルストドルフ） | 12 38.21 | 5 79.94 | 10 118.15 |
| 2006年11月17日-19日  | ISUグランプリシリーズ エリック・ボンパール杯（パリ）             | 5 51.02  | 5 83.93 | 5 134.95  |
| 2006年11月9日-12日   | ISUグランプリシリーズ 中国杯（南京）                             | 8 41.70  | 7 80.33 | 7 122.03  |

| 2005-2006 シーズン |                                                              |         |         |          |
| 開催日             | 大会名                                                       | SP      | FS      | 結果     |
| 2006年1月23日-29日 | 2006年四大陸フィギュアスケート選手権（コロラドスプリングス） | 7 46.96 | 7 91.91 | 7 138.87 |

| 2004-2005 シーズン |                                     |    |    |      |
| 開催日             | 大会名                              | SP | FS | 結果 |
| 2004年12月9日-11日 | 全国花様滑冰錦標賽2004-2005（北京） | 5  | 4  | 5    |